# Thomas Hicks
Thomas James Hicks (11. ledna 1876 Birmingham, Spojené království – 28. ledna 1952 Winnipeg, Kanada) byl americký atlet, olympijský vítěz v maratonu v roce 1904.
Narodil se v Anglii, vystěhoval se do USA, kde pracoval jako slévač. V roce 1904 startoval v maratonu v Bostonu, kde skončil druhý.
Zúčastnil se olympijského maratonu na olympiádě v St. Louis v roce 1904, který se konal za obtížných podmínek – teplota se blížila ke 30 °C a pálilo slunce. Jako první doběhl do cíle Američan Frederick Lorz. Ukázalo se však, že část trati absolvoval v autě a byl diskvalifikovaný.
Druhý v cíli skončil Hicks, který dostal od svých asistentů asi 1 mg strychninu. Na 32. kilometru mu opět podali strychnin, vaječný bílek a brandy (podaná dávka strychninu mohla být až smrtelná). V cíli padl vyčerpaný.
Po získání olympijského vítězství ukončil Hicks sportovní kariéru.